# 비둘기, 가지에 앉아 존재를 성찰하다
《비둘기, 가지에 앉아 존재를 성찰하다》(스웨덴어: En duva satt på en gren och funderade på tillvaron)는 2014년 공개된 스웨덴의 영화이다.

## 줄거리
현대판 돈키호테와 산초 판자를 연상시키는 샘과 조나단. 둘은 신제품을 팔러 다니는 외판원 콤비다. 그들의 다채로운 여정을 통해 우리는 아름다움, 유머와 비극, 연약함, 위대함 등이 점철된 인간사를 다각도로 조망하게 된다. 로이 안데르손의‘ 인간 삼부작’을 종결하는 이 영화는 올해 베니스영화제 황금사자상 수상에 빛나는 위트 넘치는 코미디로 고정 카메라로 다양한 인간군상들을 비춘다. 리듬감 있는 주제 음악과 대비되는 경직되고 무표정하며 최소한의 움직임만을 보여주는 인물들은 침체되고 어두운 분위기를 진하게 자아낸다. 유일하게 노래와 웃음, 소통이 이루어지는 공간은 돈 없는 젊은이들이나 외로운 이들이 찾는 동네 바(bar)로 설정된다. 여러 장면들에서 과거의 유령들이 여전히 맴도는 현대 스웨덴 사회의 모습과 돈으로 대변되는 자본주의의 위력에 짓눌린 인물들을 볼 수 있다. 제목은 한 여학생이 친구들 앞에 나와 발표하는‘ 아름다운’ 시의 일부로, 비둘기가 성찰하고 있는 것 또한 돈이 없다는 사실이다.
(이수원_2014년 제19회 부산국제영화제)

## 출연

### 주연
- 홀거 안데르손
- 닐스 웨스트블롬

### 조연
- 샤를로타 라손
- 빅토르 길렌베르그
- 올라 스텐슨